# 瀑布 (石版畫)
《瀑布》是荷蘭藝術家莫里茲·柯尼利斯·艾雪在1961年10月創作的石版畫，其描繪了一種永动机水車，其中水從瀑布底部沿著渠道流動到瀑布頂部，再順著瀑布順流而下，如此循環不已。
雖然大多數的平面藝術家使用相對的比例來產生深度錯覺，但埃舍爾在這部作品以及其他創作中使用相互矛盾的元素來創造視覺上的悖論，其在水流渠道上使用了兩個潘洛斯三角來達成這種效果。潘洛斯三角是一個由Oscar Reutersvärd於1934年設計的不可能物體，並於1958由Roger Penrose獨立發現。
1985年，福田繁雄仿照了這個作品製作了其立體模型。

## 描述
《瀑布》作品中描繪了一個水幕推動一個水車，建築物為南義大利的風格。左下角有些被放大的苔蘚，雙塔上有兩項裝飾品，分別是三複合立方體和三複合八面體（或星形四角化菱形十二面體）。其中水沿著高架的水渠道流動，並順著瀑布流下，推動水車運動。流下來的水順著水渠道向水車後方流動。水渠道的牆壁向下傾斜，說明整個水道亦向下傾斜。水道直角轉彎三次，先是向左，然後是向右，最後又是向左。從構圖方式，可以看出觀察者是從高處斜向下觀察場景，這意味著從觀看者的角度來看，水道似乎是向上傾斜的。由於觀察者是向下方以斜向的方向看向對面，這意味著從觀察者的角度看，兩個左轉彎落在同一水平線上。第二個左轉彎的柱子由第一個左轉彎的位置支撐，其他的柱子由水車位置的塔之柱子支撐。水以不可能的方式循環到高處經由瀑布落下推動水車。艾雪在這個作品的註釋中指出必須定期在這部永動機加水，以填補蒸發掉的水。彭羅斯樓梯的要素亦有出現在艾雪的其他作品中，例如《上下階梯》，但在該作品中在彭羅斯樓梯要素上移動的不是水流，而是兩行僧侶圍繞著四段樓梯無休止地上樓梯或下樓梯。艾雪曾在雜誌採訪中提到，這部作品是一個透視圖，圖中的每一個部分都是一個獨特的空間，當中的線條透過「不可思議」的方式相互連接，當觀察者觀察不同位置時便會感受到物體距離發生變化。
整個永動機建築物的下方是一個種滿奇特巨型植物的花園，其為艾雪在1942年研究墨水繪製時創作的苔蘚和地衣叢的放大版。

## 評價
瀑布這個作品是艾雪在六十三歲時的創作，被評價為艾雪「生涯代表作」，其作品主要是「錯視」或「錯覺」的藝術，主要特色是作品中有些不合理的地方，要仔細看才會發現，且在發現矛盾之處後會感到驚喜。